# Liste der Baudenkmale in Groß Miltzow
In der Liste der Baudenkmale in Groß Miltzow sind alle denkmalgeschützten Bauten der Gemeinde Groß Miltzow (Mecklenburg-Vorpommern) und ihrer Ortsteile aufgelistet. Grundlage ist die Veröffentlichung der Denkmalliste des Landkreises Mecklenburgische Seenplatte (Auszug) vom 20. Januar 2017.

## Baudenkmale nach Ortsteilen

### Groß Miltzow
| ID  | Lage                           | Bezeichnung                            | Beschreibung | Bild                                   |
| --- | ------------------------------ | -------------------------------------- | ------------ | -------------------------------------- |
| 416 | Alte Försterei 1               | Forsthaus                              |              |                                        |
| 417 | Dorfstraße 18,19,20,21 (Karte) | Gutsanlage mit Gutshaus                |              | Gutsanlage mit Gutshaus                |
| 417 | Dorfstraße 18,19,20,21         | Louisenhaus                            |              | Louisenhaus                            |
| 417 | Dorfstraße 18,29,20,21         | Park                                   |              | Park                                   |
| 417 | Dorfstraße 18,19,20,21         | Gedenkstätte                           |              |                                        |
| 417 | Dorfstraße 18,19,20,21         | Reithalle                              |              | Reithalle                              |
| 417 | Dorfstraße 18,19,20,21         | Fachwerkgebäude (ehemals Holzschuppen) |              | Fachwerkgebäude (ehemals Holzschuppen) |

### Badresch
| ID | Lage                | Bezeichnung                      | Beschreibung | Bild           |
| -- | ------------------- | -------------------------------- | ------------ | -------------- |
| 9  | Badresch            | Gutspeicher                      |              |                |
| 10 | Badresch 50         | Gedenkstein für den Frieden 1945 |              |                |
| 11 | Badresch 50 (Karte) | Dorfkirche mit                   |              | Weitere Bilder |
| 11 |                     | Feldsteinmauer                   |              |                |

### Golm
| ID  | Lage                     | Bezeichnung    | Beschreibung | Bild           |
| --- | ------------------------ | -------------- | ------------ | -------------- |
| 392 | Friedländer Chaussee 19  | Gutshaus mit   |              |                |
| 392 | Friedländer Chaussee 19  | Park           |              |                |
| 393 | Friedländer Chaussee 6   | Wohnhaus       |              |                |
| 395 | Neetzkaer Weg 15 (Karte) | Kirche mit     |              | Weitere Bilder |
| 395 | Neetzkaer Weg 15         | Feldsteinmauer |              |                |
| 396 | Neetzkaer Weg 13         | Schmiede       |              |                |

### Holzendorf
| ID  | Lage                   | Bezeichnung | Beschreibung | Bild           |
| --- | ---------------------- | ----------- | --- | -------------- |
| 490 | Kirchstraße 17 (Karte) | Kirche      | Backsteinkirche aus dem Anfang des 14. Jahrhunderts. Im Innenraum steht unter anderem ein Altarretabel aus der Zeit um 1730. | Weitere Bilder |

### Kreckow
| ID  | Lage               | Bezeichnung                               | Beschreibung | Bild            |
| --- | ------------------ | ----------------------------------------- | --- | --------------- |
| 544 | Kreckow 8/9        | Landarbeiterhaus                          | |                 |
| 545 | Kreckow 27         | Schmiede                                  | |                 |
| 546 | Kreckow 33         | Wohnhaus                                  | |                 |
| 547 | Kreckow 12         | Gutsanlage mit Gutshaus                   | Barocker, 1-gesch., 13-achs. Putzbau von 1744 mit Mansarddach und Sockelgeschoss durch Wilhelm Ludwig von Bissing erbaut; Besitz: Seit 1995 Bildhauer Simon Schade                     |                 |
| 547 |                    | Park,                                     | |                 |
| 547 | Kreckow 13, 14, 15 | Inspektorenhaus mit Stellmacherei,        | |                 |
| 547 | Kreckow 12a        | Pferdestall,                              | |                 |
| 547 | Kreckow 12b        | Scheune,                                  | |                 |
| 547 | Kreckow 16         | Stall,                                    | |                 |
| 547 | Kreckow 11         | Stallscheune,                             | |                 |
| 547 |                    | Torpfosten,                               | |                 |
| 547 |                    | Pflasterung und Teil der ehem. Einfassung | |                 |
| 548 | (Karte)            | Kirche mit                                | Die Feldsteinkirche entstand Ende des 13. Jahrhunderts und wurde 1749 um einen Westturm erweitert. Im Innenraum steht unter anderem ein Kanzelaltar aus der Mitte des 18. Jahrhunderts | Weitere Bilder  |
| 548 | (Karte)            | Feldsteinmauer,                           | Mauer aus nicht lagig geschichteten und unbehauenen Feldsteinen | Feldsteinmauer, |
| 548 |                    | zuführende Allee,                         | |                 |
| 548 |                    | Grabstätte Thyen,                         | |                 |
| 548 |                    | Grabstätte Strasen,                       | |                 |
| 548 |                    | Grabstätte Sprinkborn                     | |                 |
| 549 |                    | Kriegerdenkmal mit Hindenburg-Eiche       | |                 |

### Lindow
| ID             | Lage                 | Bezeichnung                     | Beschreibung | Bild           |
| -------------- | -------------------- | ------------------------------- | ------------ | -------------- |
| 578            | Lindow 9, 10 (Karte) | Gutsanlage mit Gutshaus         |              |                |
| Weitere Bilder |                      |                                 |              |                |
| 578            |                      | Schmiede                        |              |                |
| 578            |                      | Pferdestall                     |              |                |
| 579            | Lindow 43 (Karte)    | Kirche mit                      |              | Weitere Bilder |
| 579            | Lindow 43            | Mauer,                          |              |                |
| 579            | Lindow 43            | Torpfeilern und                 |              |                |
| 579            | Lindow 43            | Grabstellen der Familie Bahlcke |              |                |

## Gestrichene Baudenkmale
- Golm, Lindower Weg 2,4, Landarbeiterhaus

## Quelle
- Karte der Baudenkmale im Geoportal des Landkreises